# Britt-Marie Drottz Sjöberg
Britt-Marie Drottz Sjöberg född 1953 är en svensk forskare och professor vid institutionen för psykologi vid NTNU, Norges teknisk-naturvitenskapelige universitet i Trondheim
Drottz disputerade 1991 på en avhandling om attityder till och perception av risk. Hon har fortsatt att forska om allmänhetens uppfattning om risk inom områden som strålning, radioaktivt avfall och miljöproblem. Hon har mer allmänt intresserat sig för kommunikation och riskperception i samspelet hälsa, miljö och teknologi, till exempel hur risker kring antibiotikaresistens kan kommuniceras.
Drottz är ledamot av Kungliga Vetenskapsakademien, Kungliga Ingenjörsvetenskapsakademien samt Riskkollegiets vetenskapliga råd.